# Pasrut
Le Pasrut est une rivière du Tadjikistan. C'est un affluent du Fan-Daria en rive gauche, donc un sous-affluent de l'Amou Daria, par le Fan-Daria, puis par le Zeravchan. 

## Géographie
Le Pasrut naît au sein des monts Zeravchan dans la province tadjike de Sughd, à quelque 90 kilomètres au nord-nord-ouest de la ville de Douchanbé et à 65 kilomètres au sud-est de Pendjikent. Peu après sa naissance, son cours s'oriente vers l'est, direction qu'il garde globalement jusqu'à la fin de son parcours. Il se fraie un chemin au sein des monts Zeravchan qui bordent au sud la vallée de la rivière Zeravchan, et se jette peu après dans le Fan-Daria en rive gauche.

## Les débits à la station de Pinyon
Le débit du Pasrut a été observé pendant 50 ans (1936-1985) à Pinyon (ou Pinen) , localité située au niveau de son confluent avec le Fan-Daria. 
À Pinyon, le débit inter-annuel moyen ou module observé sur cette période était de 4,92 m3/s pour un bassin versant de 340 km2. La lame d'eau écoulée dans le bassin atteint ainsi le chiffre de 457 millimètres par an, ce qui peut être considéré comme modérément élevé.
Rivière alimentée avant tout par la fonte des neiges et des glaciers, le Pasrut est un cours d'eau de régime typiquement nivo-glaciaire qui présente deux saisons bien distinctes.
Les hautes eaux se déroulent de début juin à début septembre, ce qui correspond à la fonte des neiges et des glaciers des hauts sommets des monts Zeravchan. Au mois de septembre, le débit de la rivière baisse progressivement, ce qui mène à la période de basses eaux, qui a lieu d'octobre à avril inclus. Mais la rivière conserve durant toute cette période un débit assez consistant. 
Le débit moyen mensuel observé en mars (minimum d'étiage) est de 1,63 m3/s, soit plus ou moins un septième du débit moyen du mois de juillet (10,7 m3/s), ce qui souligne l'amplitude assez modérée des variations saisonnières. Sur la durée d'observation de 50 ans, le débit mensuel minimal a été de 1,30 m3/s, tandis que le débit mensuel maximal s'élevait à 18,3 m3/s.